# Sekstus Juliusz Sewerus
Sekstus Juliusz Sewerus, Gnaeus Minicius Faustinus Sextus Iulius Severus, utalentowany rzymski generał żyjący w II wieku.
Juliusz Sewerus służył jako namiestnik Mezji, potem został mianowany namiestnikiem Brytanii ok. 131.
W 133 został sprowadzony do Judei przez Hadriana, by stłumić rewoltę Szymona Bar-Kochby.          